# Danh sách câu lạc bộ bóng đá ở Kazakhstan
Đây là danh sách các câu lạc bộ bóng đá ở Kazakhstan.

## Giải bóng đá ngoại hạng Kazakhstan
1. FC Aktobe, Aktobe
2. FC Atyrau, Atyrau
3. FC Irtysh, Pavlodar
4. FC Kaisar, Kyzylorda
5. FC Kazakhmys, Satpaev
6. FC Kyzylzhar, Petropavl
7. FC Lokomotiv, Astana
8. FC Okzhetpes, Kokshetau
9. FC Ordabasy, Shymkent
10. FC Shakhter, Karaganda
11. FC Taraz, Taraz
12. FC Tobol, Kostanay
13. FC Vostok, Oskemen
14. FC Zhetysu, Taldykorgan

## Giải bóng đá hạng nhất quốc gia Kazakhstan
1. FC Akzhayik, Oral
2. FC Avangard, Petropavl
3. FC Bolat, Temirtau
4. FC Caspiy, Aktau
5. FC Ekibastuz, Ekibastuz
6. FC Gornyak, Khromtau
7. FC Kairat, Almaty
8. FC Spartak, Semey

## Hạng thấp hơn
1. FC Ekibastuzets, Ekibastuz
2. FC Yassi, Turkestan
3. FC Astana, Astana

## Đã giải thể
1. FC Almaty, Almaty 2000-2008
2. FC Arman, Kentau 1992
3. FC Azhar, Kokshetau 1992-93
4. FC Dostyk, Almaty 1993
5. FC Megasport, Almaty 2005-2008
6. FC SKIF Ordabasy, Shymkent 1992-96
7. FC Ulytau, Zhezkazgan 1967-97